# Kurakhove
Kurakhove (em ucraniano:  Курахове) é uma cidade da Ucrânia, situada no Oblast de Donetsk. Tem 24 km² de área e sua população em 2022 foi estimada em 18,220 habitantes.
A cidade localiza-se cerca de 30 quilômetros ao sul de Pokrovsk.

## História
Em 1969, durante a expansão da Usina Elétrica do Distrito Estadual de Kurakhove (DRES), arqueólogos descobriram 18 sepultamentos nômades do século XII no túmulo de Velika Mohyla. Essas escavações revelaram uma cota de malha, uma adaga, um sabre, uma aljava de flechas e o esqueleto de um cavalo com seu freio, indicando a importância da área durante aquele período.

O rio Volga, que antes tinha uma maior capacidade de água, foi historicamente uma importante hidrovia. Para protegê-lo como rota de transporte, os cossacos Zaporizhianos estabeleceram postos de vigilância e acampamentos de inverno na área, o que eventualmente levou à fundação de assentamentos.

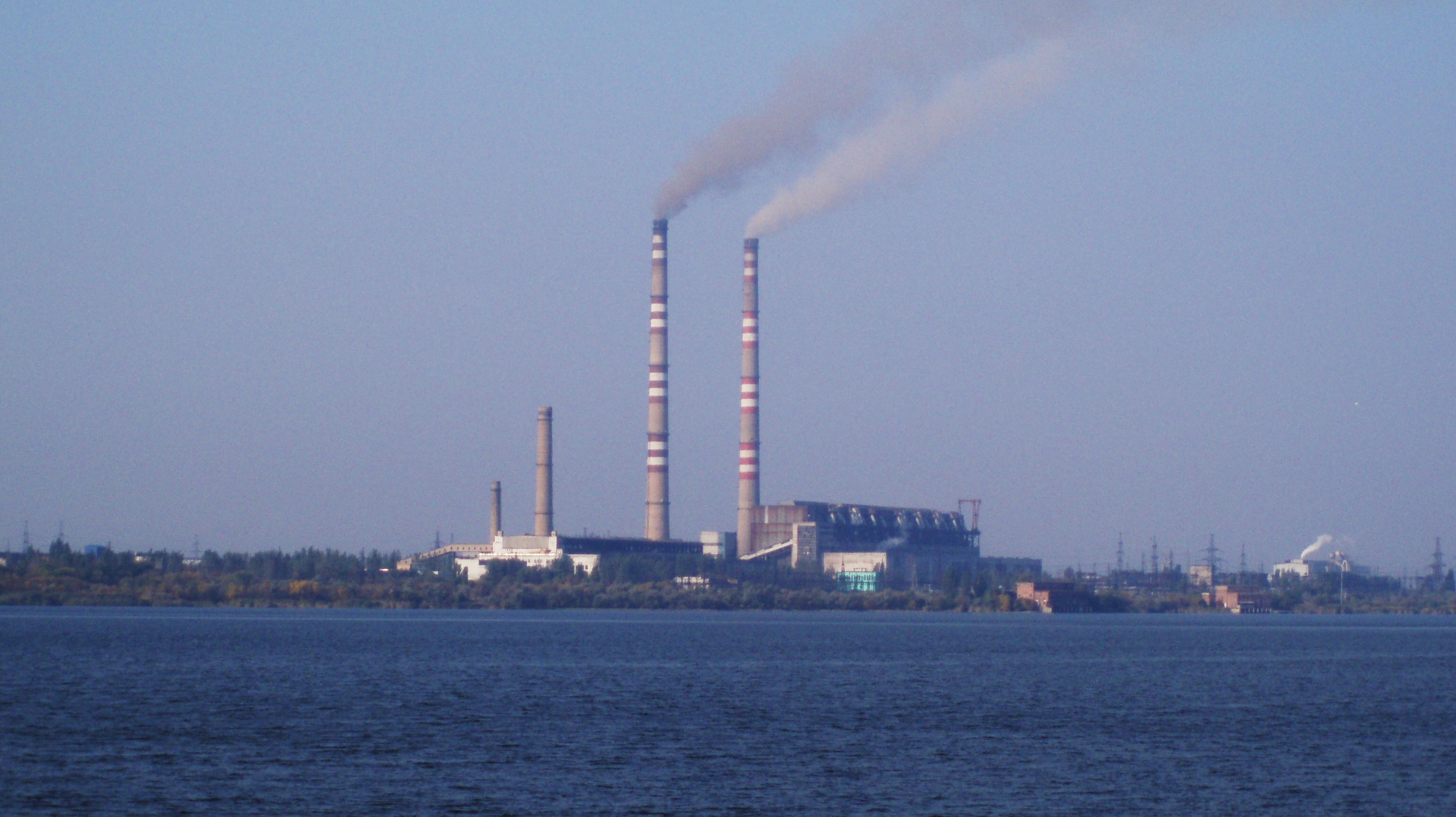
Central elétrica de Kurakhove.

Antes da guerra, a cidade que é localizada ao lado de um vale chegou a ter 22 mil habitantes, mas as últimas estimativas apontam para cerca de 7.000 a 10.000 moradores.

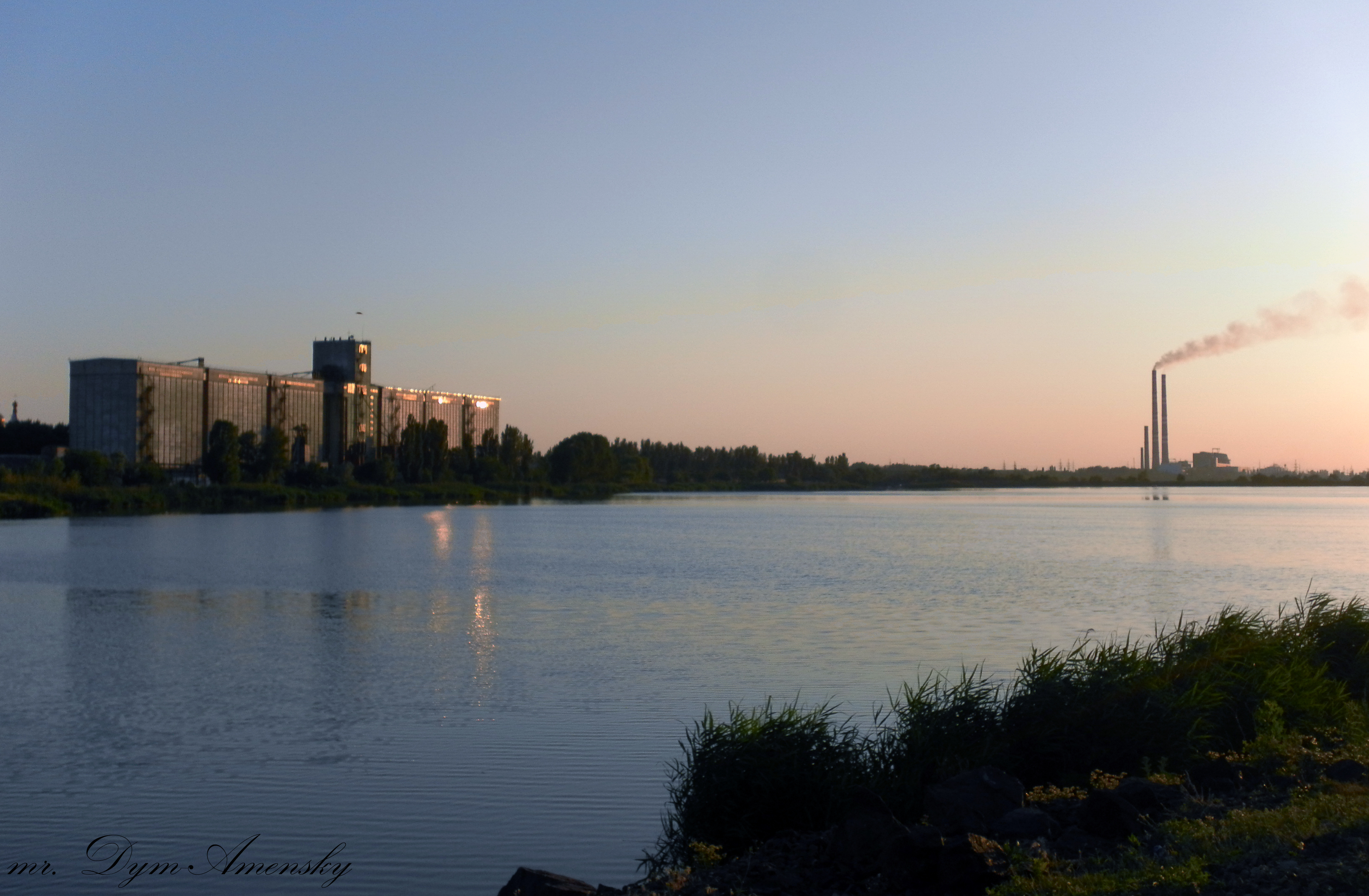
Reservatório de Kurakhove.

Kurakhove abriga uma usina de energia elétrica e um grande reservatório de água, importantes para a região e que foram danificadas durante os combates na invasão da Ucrânia pela Rússia.

## Guerra na Ucrânia

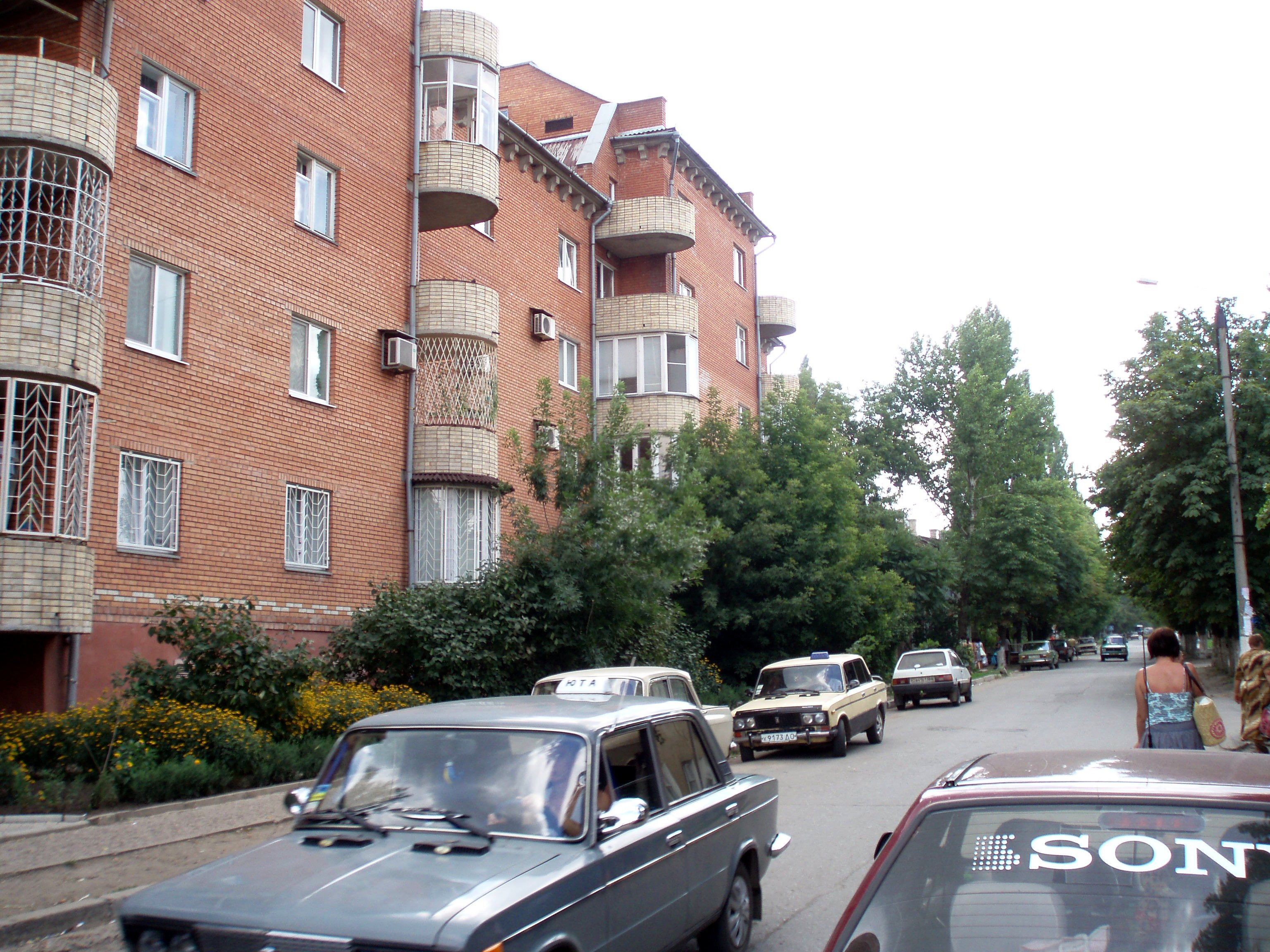
Rua Lermontov em Kurakhove

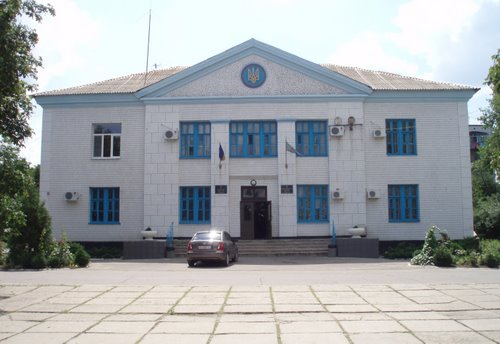
Câmara Municipal

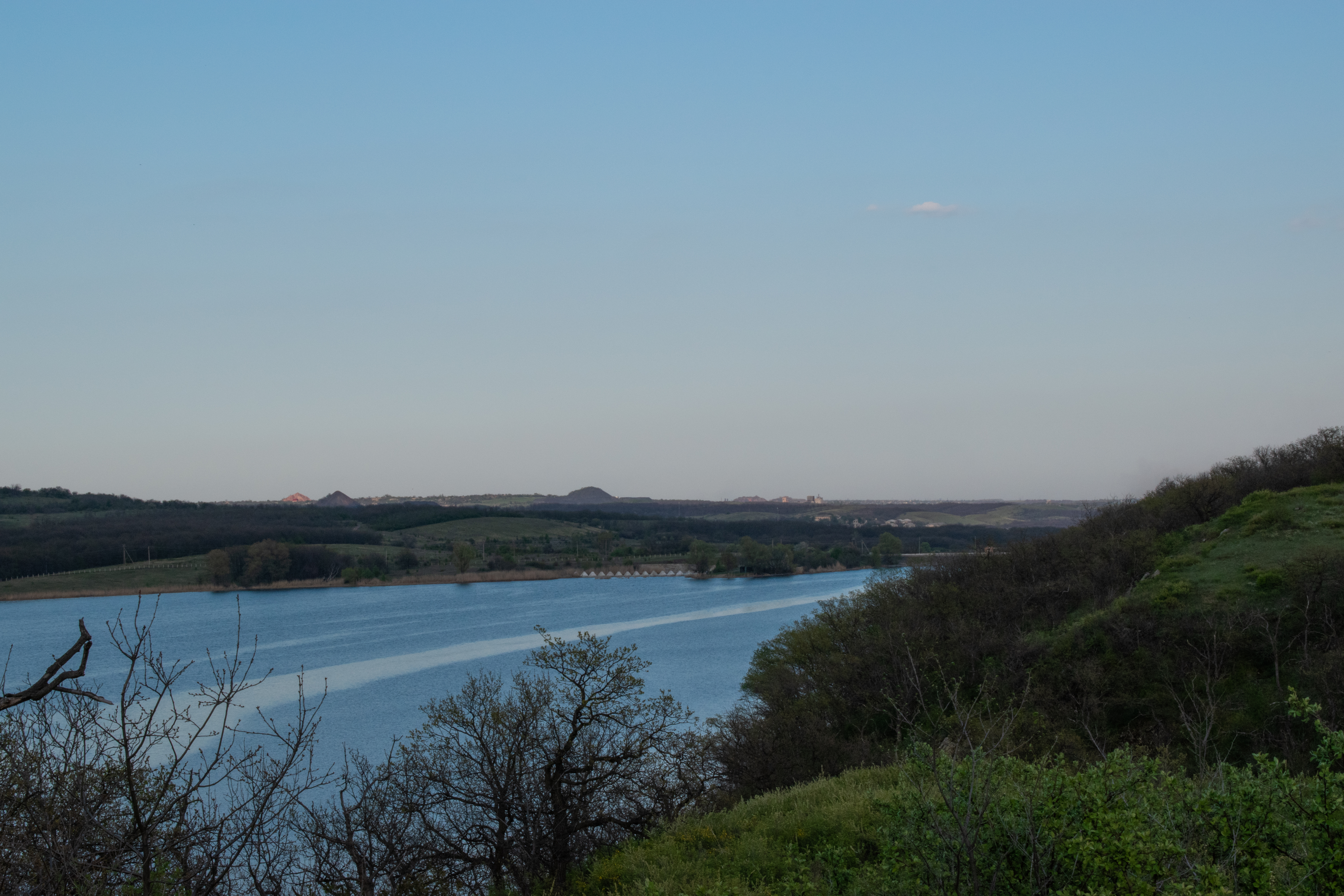
Vale de Kurakhove

No contexto da invasão da Ucrânia pela Rússia, as Forças Armadas da Rússia anunciaram a captura da cidade em janeiro de 2025, poucos meses depois de os conflitos terem se iniciado na cidade.

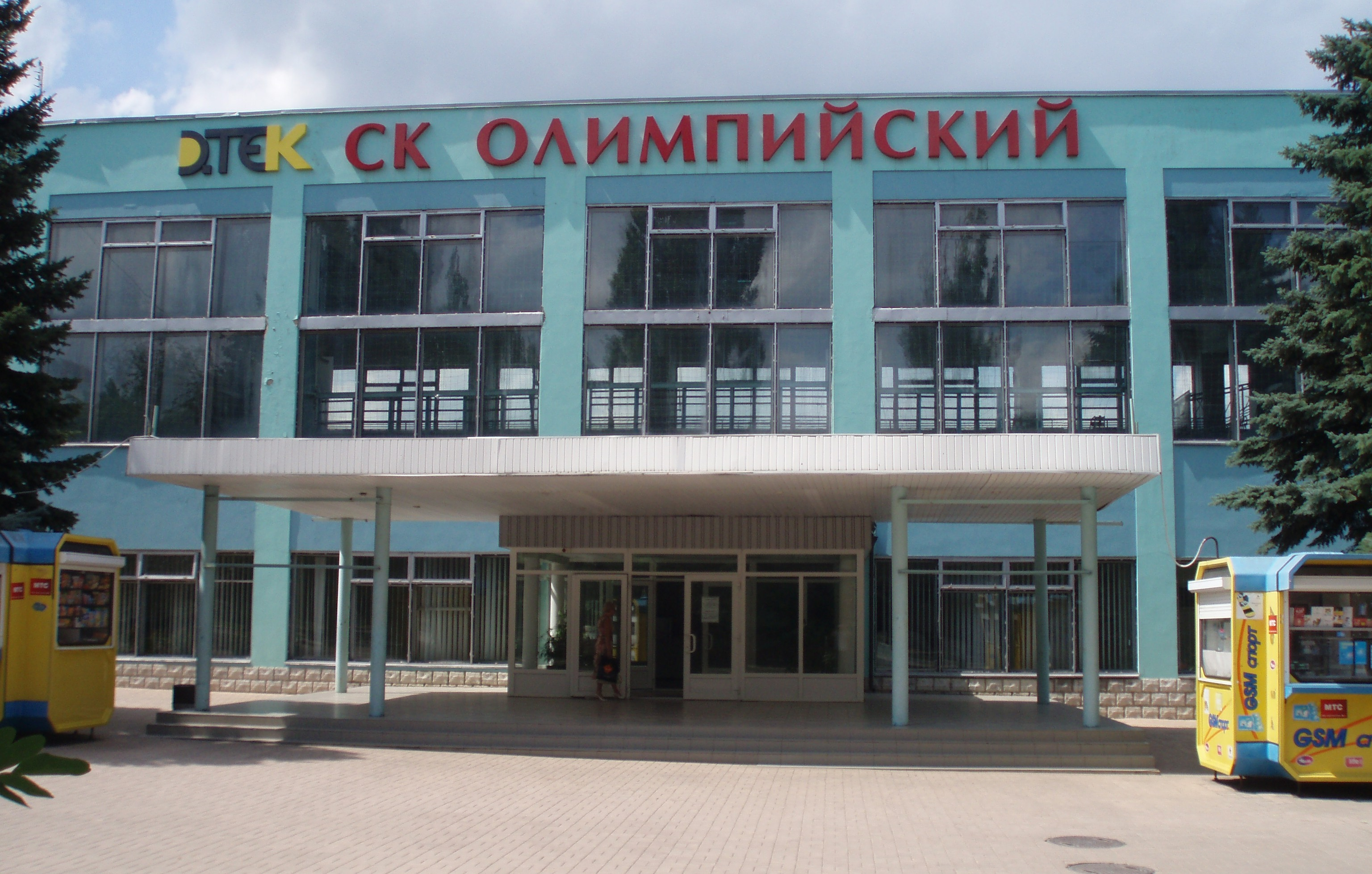
Centro Desportivo